# Ralph Vaughan Williams

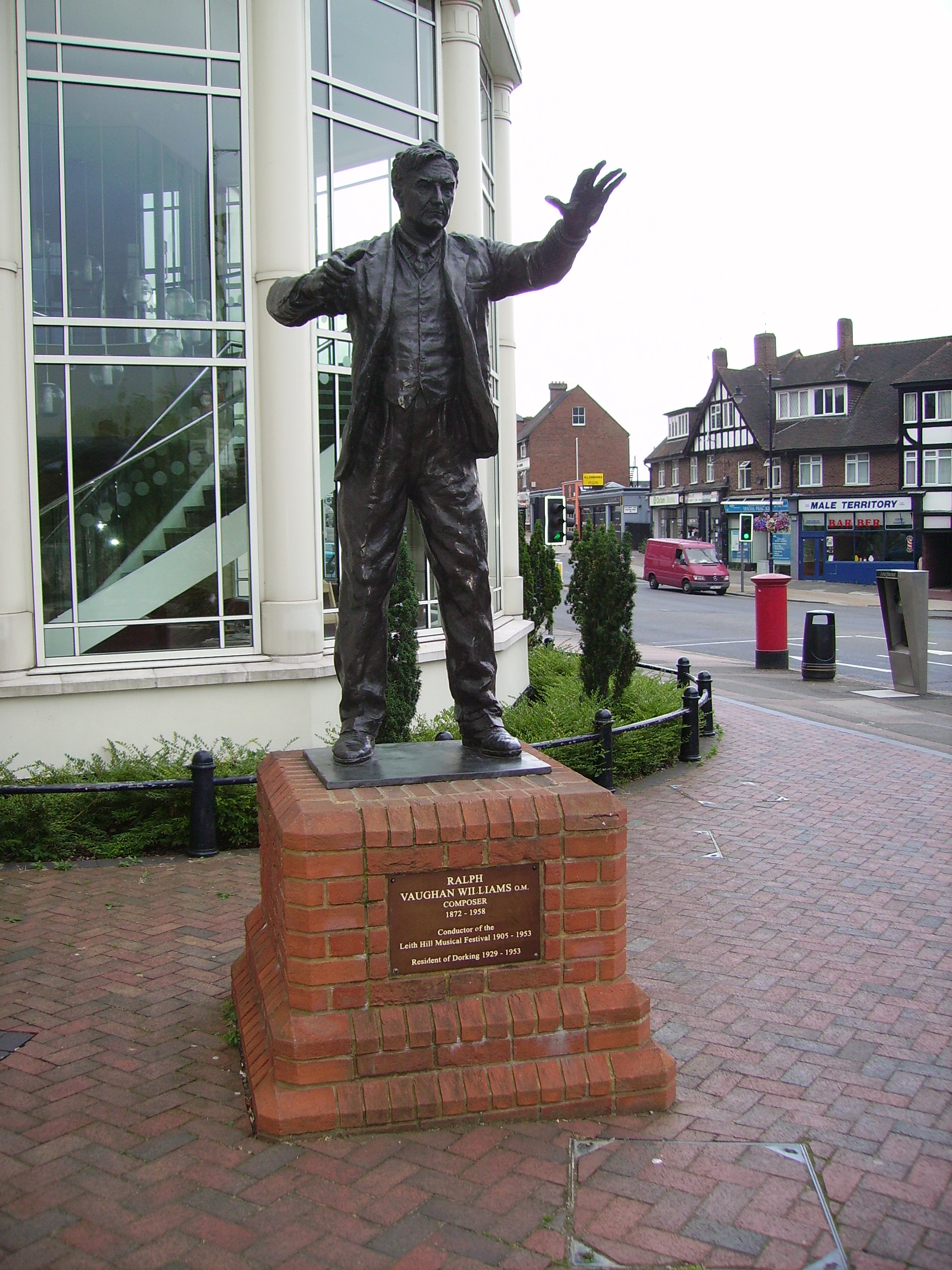
Staty föreställande Ralph Vaughan Williams, i Dorking, Surrey.

Ralph Vaughan Williams (uttal: [ˌreɪf ˌvɔːn ˈwɪljəmz]), född 12 oktober 1872 i Down Ampney, Gloucestershire, död 26 augusti 1958 i London, var en brittisk kompositör, organist, dirigent, pedagog och folkloreforskare. 
Vaughan Williams studerade för Max Bruch och Maurice Ravel. Hans kompositioner har stark påverkan från den brittiska folkmusiken och Tudorperiodens musik. Vaughan Williams räknas till Storbritanniens mest betydande symfoniker, och redan från den andra symfonin har han utvecklat sitt eget tonspråk.
Genom sin passion för fiolmusik blev han 1905 initiativtagare till Folk-Song Society.

## Verkförteckning (urval)

### Operor
- Hugh the Drover eller Love in the Stocks (1910–1920). Libretto: Harold Child
- Sir John in Love (1924–1928)
- The Poisoned Kiss (1927–1929; omarbetningar 1936–1937 och 1956–1957). Libretto: Evelyn Sharp (senare omarbetat av Ralph och Ursula Vaughan Williams)
- Ritten till havet (Riders to the Sea) (1925–1932), efter dramat av John Millington Synge
- The Pilgrim's Progress (1909–1951), efter John Bunyan

### Baletter
- Old King Cole (1923)
- On Christmas Night (1926)
- Job: A Masque for Dancing (1930)
- The Running Set (1933)
- The Bridal Day (1938–1939)

### Symfonier
- A Sea Symphony (Symfoni nr 1) (1910), med kör, text av Walt Whitman
- A London Symphony (Symfoni nr 2) (1913, reviderad 1918, 1920 och 1933)
- A Pastoral Symphony (Symfoni nr 3) (1921)
- Symfoni nr 4 i f-moll (1931-1934), med vissa "tyska tongångar" och BACH-motiv.
- Symfoni nr 5 i D-dur (1938-1943)
- Symfoni nr 6 i e-moll (1946-1947, rev 1950)
- Sinfonia Antarctica (Symfoni nr 7) (1949-1952), delvis baserad på hans musik till filmen Scott of the Antarctic
- Symfoni nr 8 i d-moll (1953-1955)
- Symfoni nr 9 i e-moll (1956-1957)

### Orkesterverk
- Serenad i a-moll (1898)
- Heroic Elegy and Triumphal Epilogue (1901)
- In the Fen Country, för orkester (1904)
- Norfolk Rhapsody No. 1 i e-moll (1905-1906)
- Norfolk Rhapsody No. 2 i d-moll (1906)
- Fantasia on a Theme by Thomas Tallis (1910, reviderad 1913 och 1919)
- The Lark Ascending, romans för violin och liten orkester (1914)
- Concerto Accademico för violin och stråkorkester (1924-1925)
- Flos Campi (1925)
- Pianokonsert i C-dur (1926-1931)
- Konsert för två pianon (1932)
- Fantasia on "Greensleeves", för stråkorkester och harpa (1934)
- Svit för viola och liten orkester (1936-1938)
- Oboekonsert i a-moll (1944)
- Concerto Grosso för stråkorkester (1950)
- Konsert i f-moll för bastuba och orkester (1954)

### Kammarmusik
- Stråkkvartett nr 1 i g-moll (1908, reviderad 1921)
- On Wenlock Edge, 6 sånger för tenor och pianokvintett (1909)
- Phantasy Quintet för 2 violiner, 2 violor och cello (1912)
- Three Preludes founded on Welsh hymn tunes, för orgel (1920)
- Stråkkvartett nr 2 i a-moll (For Jean on her Birthday) (1942-1944)
- Violinsonat i a-moll (1952)
- Two Organ Preludes founded on Welsh folk-songs (1956)

Dessutom flera kammarverk, körmusik, bearbetningar av folksånger och filmmusik.

### Filmmusik
- 49th Parallel 9-delad svit, varav Lake in the Mountains blev publicerad för piano (1940-1941)
- Story of a Flemish Farm (1942)
- The People's Land (1942)
- Coastal Command, dokumentär (1942)
- The Dim Little Island, informationsfilm (1949)